# トリデシル酸
トリデシル酸(Tridecylic acid)は、化学式CH3(CH2)11COOHの13炭素長の飽和脂肪酸である。系統名は、トリデカノン酸(tridecanoic acid)である。乳製品中に一般的に見られる。